# ویتالی الیسیف
ویتالی الیسیف (روسی: Виталий Михайлович Елисеев؛ زادهٔ ۲۶ february ۱۹۵۰ (۷۵ سال)) ورزشکار روئینگ اهل اتحاد جماهیر شوروی سوسیالیستی است.
وی در مسابقات کشوری و بین‌المللی در مجموع برندهٔ ۲ مدال طلا، ۲ مدال نقره شده‌است.